# Unlingen
Unlingen es un municipio situado en el distrito de Biberach, en el estado federado de Baden-Wurtemberg (Alemania), con una población a finales de 2016 de unos 2448 habitantes.
Se encuentra ubicado al este del estado, en la región de Tubinga, sobre la sierra Jura de Suabia, al sur del río Danubio y al oeste del río Iller —un afluente derecho del anterior—, que lo separa del estado de Baviera.